# Wappen der Gemeinde Abentheuer
Die Gemeinde Abentheuer führt seit 1965 ein eigenes Wappen. Es zeigt über rot-silbern geschachtem Schildfuß auf grünem Feld einen silbernen Gusstiegel begleitet von zwei goldenen Roggenähren.

## Wappengeschichte
Die Verleihung des Wappens erfolgte im Rahmen des in der ersten Hälfte der 1960er Jahre vom Landratsamt Birkenfeld vorangetriebenen Idee, für alle Gemeinden des Landkreises Wappen zu entwerfen. Bei der Gestaltung der Wappen wurde ein Bezug auf die früheren Territorial- und Ortsherren ausdrücklich gewünscht.
Für die Gemeinden des ehemaligen Oberamtes Birkenfeld wurde nach dem Wappenplan des Landkreises als verbindendes Element im Schildfuß auf das rot-silberne Schach aus dem Wappen der Hinteren Grafschaft Sponheim zurückgegriffen, zu der die Gebiete bis zu ihrer Teilung im Jahr 1776 gehörten.
Der silberne Gusstiegel verweist auf die Erzhütte des Ortes, die vom 17. Jahrhundert bis ins Jahr 1875 bestand, die beigefügten Ähren auf die Bedeutung der Landwirtschaft in der Gemeinde.
Die Zustimmung zur Führung des Wappens erteilte das Ministerium des Innern des Landes Rheinland-Pfalz mit Erlass vom 27. April 1965.